# École nationale supérieure de chimie de Paris
La École nationale supérieure de chimie de Paris è un'università francese, grande école di Ingegneria Chimica nel 1896, situata a Parigi nel campus dell'PSL Research University.

## Didattica
Si possono raggiungere i seguenti diplomi: 
- ingénieur Chimie ParisTech (Chimie ParisTech Graduate ingegnere Master)
- laurea magistrale, master ricerca & doctorat (PhD studi di dottorato)

## Centri di ricerca
La ricerca alla École nationale supérieure de chimie de Paris è organizzata attorno a 3 poli tematici
- Istituto di ricerca chimica di Parigi,
- Istituto di ricerca e sviluppo dell'energia fotovoltaica
- Unità di tecnologie chimiche e biologiche per la salute (UTCBS).